# 谷口夢奈
谷口 夢奈（日语：／ Taniguchi Yuna，1994年8月17日—），日本女性配音員。出身於大阪府。ARTSVISION所屬。O型血。

## 經歷
谷口夢奈當時告訴母親，自己想去一所可以學習表演的高中學習配音課程時，母親建議她高中時就讀通識教育課程。高一時，她正考慮畢業後到專修學校學習，這時同學告訴她，有一所高中生可以就讀的訓練學校。高二時，她考入了日本播音演技研究所，在那裡可以邊上高中邊學習。完成本科學習後，她透過內部試鏡加入了ARTSVISION。
2014年1月，她在《鐵金剛少女Z》裡飾演葛洛馬R9一角首次亮相。2019年，她在電視動畫《籃球少年王》裡首次飾演要角七尾奈緒。

## 人物
方言：大阪方言。
興趣、特長：卡拉OK、改變髮型、心算。
她想成為配音員的理由，是因為中學時期看了《夢幻遊戲》，深受感動，感受到愛情和生命的重要性，於是便想著「我也要成為一名配音員！」。
她在該機構的同世代包括濱野大輝、新田日和、武藤志織。
她的暱稱是，是同經紀公司成員下田麻美給她的。

## 演出
粗體字表示主要角色。

### 電視動畫
2014年
- 可愛巧虎島Wao！（光球3、Don the Blow[11]、布穀鳥機器人、漂浮物[11]）
- 鐵金剛少女Z（葛洛馬R9[12]）
- 黑執事 Book of Circus（賣橘子的少女）
- 狼少女和黑王子（女學生、家庭餐廳店員、情侶女性、女性顧客）

2015年
- 死亡遊行（高田舞〈童年時期〉[13]）

2016年
- 哆啦A夢 (水田山葵版)（女服務生）

2017年
- 動作女英雄 水果應援團（桃姬）
- 偶像大師SideM（女子）
- Code:Realize ～創世的公主～（艾媞）

2018年
- 鋼彈創鬥者 潛網大戰（集團潛行者）
- Happy Sugar Life（打工女子、朧木玲香）

2019年
- 環戰公主（杉浦日和[14]）
- 籃球少年王（2019年—2020年，七尾奈緒[15]）

2021年
- 真白之音（山野櫻[16]）
- 神奇柑仔店（同級生）

2022年
- 自稱賢者弟子的賢者（尤里卡）
- 杜鵑婚約（班上同學B、班上同學A）
- 軟軟噗尼寵物小精靈（日语：ぷにるんず）（2022年—2025年，由香[17]）3系列[系列 1]
- IDOLiSH7 Third BEAT！（女性A）

2023年
- 飆速宅男 LIMIT BREAK（觀眾）
- 福星小子 (2022年版)（女高中生）
- 機戰少女Alice Expansion（下落合桃歌[18]）

2025年
- 華Doll* -Reinterpretation of Flowering-（日语：華Doll*）（學生）

### 電影動畫
- 颱風的諾爾達（2015年，膽小鬼）
- 劇場版 為誰而鍊金（2019年，天音）
- 數碼暴龍 LAST EVOLUTION 絆（2020年，閃蝶獸）

### OVA
- 機戰少女Alice ～心跳！滿是女演員的美人魚大獎賽♥～（2021年，下落合桃歌[19]）[注 1]

### 網路動畫
- 戰鬥陀螺 爆烈世代（2020年—2022年，聲音、女僕、布雷德、瑪麗亞、加茂廣志）2系列[系列 2]

### 遊戲
2014年
- 天堂II（席斯、拉尼、尼基塔、伊布尼格、汎用4[11]）
- 鐵金剛少女Z ONLINE（葛洛馬R9）
- 合成RPG 魔女妮娜與土塊戰士（祭司艾比卡、艾夏[20]、溶解魔道士艾夏[21]）
- 海盜幻想曲（夏洛納[22]、特菲、佩提、薩尼）
- 戰場的婚禮（魔法子女安娜、姬特里、提瑪、奧瑞特、莫娜、提露拉）
- 維納斯迷宮（墨子[23]、劉邦[23]、許褚[23]）
- 激烈衝突！爆裂學園（龜井尚子[24]、玄武跑者·龜井尚子[25]、彩流夢降代[13][26]、偶像命·彩流夢降代[27]、道家笑[28]、瘋狂小丑·道家笑[29]、壺川轆轤[30]、名匠·壺川轆轤[31]）

2015年
- 真·三國無雙7 Empires（自創角色女性·可憐3[13][32]、自創角色女性·勝氣4[13][32]）[注 2]
- 軍事姬大戰（日语：ミリ姫大戦）（沃爾特斯[33]、奧瑞克[34]、巴哈[35]）
- 社團少女大戰（小井田優多、望月初芽、橫山天觀）
- 皇家同花順英雄（梅貝爾[36]、“媽媽鐵錘”梅布爾·博特[37]）
- 黑蝶幻境（日语：黒蝶のサイケデリカ）（卓也、面具少女）
- 勇氣之劍×火焰之魂（日语：ブレイブソード×ブレイズソウル）（火焰鷂、拉布律斯）
- 魔女異聞錄：伊絲塔利亞傳說（燈祭的伊格尼斯、奧菲拉、波塞拉）
- 天空艦隊（凡妮莎、巴妮拉、艾爾薇）
- 白貓Project（米蕾優·拉娜[38]、潘塔[39]、米查）
- 幻獸姬（惡魔）
- 魔物娘☆後宮（日语：モン娘☆は〜れむ）（花月）

2016年
- 問答RPG 魔法使與黑貓維茲（2016年—2019年，米蕾優·拉娜[40]、純粹夢魘、利普雷·阿拉托）
- 魔物娘的同居日常 Online（西特莉·梅蒂亞·席諾恰）
- 雷姆利亞 ～Strada Of Chain～（夏娜[41]、瑞秋）
- 靈魂行者（艾諾克[42]）
- 卡巴拉島 我想成為召喚士（林曉）
- With Your Memories ～那一刻永遠～（高咲彩香）
- 編隊少女（日语：編隊少女 -フォーメーションガールズ-）（克里斯蒂娜·皮梅諾娃）
- 刀劍神域：Code Register（光）
- 白貓網球（日语：白猫テニス）（綾、米蕾優·拉娜）
- 幻獸契約Cryptract（日语：幻獣契約クリプトラクト）（艾蓮娜、埃斯特爾）
- 湯之花SpRING！ ～Cherishing Time～（河野環）
- 御靈錄Otogi（村正、古代遺物雷神槌、龍田姬)
- 轉轉召喚：魔法齒輪（日语：ぐるぐる召喚マジカルギア）
- 奇蹟暖暖（蘇、目高老師）

2017年
- 逆轉奧賽羅尼亞（日语：逆転オセロニア）（小喬）
- 天華百劍 -斬-（狐崎為次[43]）
- 永恆連結 ～蒼穹追憶～（莎拉）
- Grand Summoners（蓮恩）
- 神式一閃 頂上決戰（記者）

2018年
- 機戰少女Alice（2018年—2024年，下落合桃歌）
- LOST TRIGGER（艾莎[44]）
- 放置少女 ～百花撩亂的萌姬們～（日语：放置少女〜百花繚乱の萌姫たち〜）（荀攸）
- 溫泉女孩之華Collection（白濱帆南美）
- 少女☆射擊2（玉前奈奈子[45]）
- Smash & Magic（阿納斯塔西婭）
- 頭腦大戰（日语：WAR OF BRAINS）（花生醬）
- 為了誰的鍊金術師（天音）
- 恒星少女 -Do The Scientists Dream of Girls'Asterism？-（努基）
- 刀使之巫女 刻印一閃的燈火（森下貴尋）

2019年
- 野良與皇女與流浪貓之心2（虎鯨[46]）

2020年
- 魔物獵人騎士（娜魯嘉特魯、謝魯[47]）
- 言靈戰士（日语：共闘ことばRPG コトダマン）（2020年—2024年，沼澤精靈、烏梅達格〈庫庫魯〉、做夢、索蒙庫魯斯、布托坎普、埃斯普里奧塔德）

2021年
- 侍魂 曉（查姆查姆（日语：チャムチャム））[注 3][48]
- 決戰之魂（可可亞）
- 勇者鬥惡龍X 天星的英雄們 Online（索普勒、斯特魯、蘭茱兒、祈禱神殿的客人1[49]）

2022年
- 巫女筆記 晴時多雲偶降邪（真神[50]）

2023年
- 少女魔淨（日语：グリム・ガーディアンズ デーモンパージ）（玉前奈奈子）
- 生肖花牌！ ～生肖娘花牌對決～（豬坂摩利[51]）

2024年
- Card-en-Ciel 天穹卡牌錄（玉前奈奈子[52][53]、螺旋球[54]）

### 數位漫畫
- 我的英雄學院（2015年，綠谷出久〈童年時期〉[13]）
- 說謊騎士與夢見草[55]（2016年，露娜、莉莉雅）
- RIRIA -傳說家政婦-（2020年，八乙女凛凛亞[56]）

### 廣播劇CD
2014年
- 鐵金剛少女Z「第1回 機械獸少女總選拔」（葛洛馬R9[11][57]）[注 4]

2015年
- 獻給她的親吻與白百合（日语：あの娘にキスと白百合を）（田徑社社員[11]）
- 從空中降落的少女睡不著眠CD（春[58]）
- 小虎崽的大冒險 （雌松鼠[12]）
- 愛上壞壞的王子（露卡、女學生[11]）

2018年
- 砂漠裡的後宮（蜜雪）

### 廣播節目
※記號表示網路廣播。
- 鐵金剛少女Z 廣播應援團（2014年2月19日—4月29日，niconico動畫）※
- MF咖啡文庫J Alive!!（日语：MF文庫Jラジオあらいぶ!!）（2014年9月25日—2015年3月25日，YouTube、niconico動畫）※[注 5]
- 茉希、菜摘、夢奈的睡不著電台（2015年9月7日—2016年7月5日，niconico動畫）※

### 旁白
- 栃木縣子兒童綜合科學館 （庫頓、斯特拉）
- 湘南台文化中心 很想拿到那顆星星！ ～星空寫真教室基礎篇～（喜歡攝影的女孩子）

### 雜誌
- 《SEIGURA》4月號附錄（主婦之友社（日语：主婦の友社），2015年3月10日發行）[59]

### 影像商品
- 溫泉女孩 3rd LIVE “NOW ON☆SENSATION!! Vol.3”～WAIWAIWA CHOINA!!～（2018年12月）[60]

### 其它
- 溫泉女孩（白濱帆南美）
- （塔瑪拉·艾利亞·瑞江·安德羅波波夫）

## 音樂作品

### 角色歌曲
| 發行日期 | 商品名稱   | 歌                                                                                             | 樂曲                | 備註                                                           |
| 2017年   | 2017年     | 2017年                                                                                         | 2017年              | 2017年                                                         |
| -------- | ---------- | ---------------------------------------------------------------------------------------------- | ------------------- | -------------------------------------------------------------- |
| 10月4日  | LUSH STAR☆ | LUSH STAR☆                                                                                     | 「LUSH STAR☆」 「」 | 《溫泉女孩》相關歌曲                                           |
| 2019年   |            |                                                                                                |                     |                                                                |
| 4月17日  | 百華繚亂   | 加州清光（桑原由氣）、瓶割刀（高野麻里佳）、狐崎為次（谷口夢奈）、三十二年式軍刀甲（鬼頭明里） | 「GO DIVE！」       | 遊戲《天華百劍 -斬-》相關歌曲                                  |
| 2023年   |            |                                                                                                |                     |                                                                |
| 11月29日 | [ 注 6 ]   | 下落合桃歌（谷口夢奈）                                                                         | 「」                | OVA《機戰少女Alice ～心跳！滿是女演員的美人魚大獎賽♥～》插入歌 |

## 腳註

## 外部連結
- 谷口夢奈｜ARTSVISION （日語）
- 谷口夢奈的X（前Twitter） （日語）
- 谷口夢奈的Instagram帳戶 （日語）